# خوليو موراليس
خوليو موراليس (بالإسبانية: Julio César Morales)‏ (16 فبراير 1945 بمونتفيدو في الأوروغواي - 14 فبراير 2022) هو مدرب كرة قدم ولاعب كرة قدم أوروغواني في مركز الهجوم، شارك في كأس العالم 1970. وشارك مع منتخب الأوروغواي لكرة القدم. أما مع النوادي، فقد لعب مع أوستريا فيينا ونادي راسينغ مونتيفيديو وناسيونال مونتيفيديو.

## روابط خارجية
- خوليو موراليس على موقع الاتحاد الدولي (مؤرشف)  (الإنجليزية)
- خوليو موراليس على موقع الاتحاد الأوربي (الإنجليزية)
- خوليو موراليس على موقع قاعدة بيانات كرة القدم.إي يو (الإنجليزية)
- خوليو موراليس على موقع ناشيونال فوتبول تيمز (الإنجليزية)
- خوليو موراليس على موقع Soccerway.com (الإنجليزية)